# Przerost (leśnictwo)
Przerost – drzewo o szybszym rozwoju i silniejszym wzroście od otaczających go innych drzew tego samego gatunku i w tym samym wieku. W uprawach i młodnikach przerost często zwany jest rozpieraczem.
Zobacz też:
- przedrost
- podrost
- podszyt